# فيليب لينهارت
فيليب لينهارت (بالألمانية: Philipp Lienhart)‏ مواليد 11 يوليو 1996 في النمسا، هو لاعب كرة قدم نمساوي يلعب مع ريال مدريد كاستيا كمدافع. مثّل منتخب النمسا لكرة القدم.

## روابط خارجية
- فيليب لينهارت على موقع الاتحاد الدولي (مؤرشف)  (الإنجليزية)
- فيليب لينهارت على موقع الاتحاد الأوربي (الإنجليزية)
- فيليب لينهارت على موقع قاعدة بيانات كرة القدم.إي يو (الإنجليزية)
- فيليب لينهارت على موقع ناشيونال فوتبول تيمز (الإنجليزية)
- فيليب لينهارت على موقع Soccerway.com (الإنجليزية)
- فيليب لينهارت على موقع عالم كرة القدم.نت (الإنجليزية)
- فيليب لينهارت على موقع AS.com (الإسبانية)